# ナサニエル・ワイナ
サー・ナサニエル・ラフマエア・ワイナ（英語: Sir Nathaniel Rahumaea Waena、1945年頃 - ）は、ソロモン諸島の政治家。2004年から2009年にかけて同国の総督を務めた。聖マイケル・聖ジョージ勲章ナイト・グランド・クロス（GCMG）、ソロモン諸島のクロス（CSI）、聖ジョン名誉騎士団（KStJ）受章。

## 経歴
1984年から2004年にかけ、マキラ・ウラワ州ウラワ＝ウギ選挙区選出の国会議員を務め、国会副議長、首相補佐、自治相、国家統一・和平・和解担当相を歴任した。
2004年6月15日に国会で行われた総督選で、全41票のうち27票を獲得し当選、総督に選出された。ほかには現職のサー・ジョン・ラプリ総督が6票、サー・ピーター・ケニロレア元首相が8票をそれぞれ獲得した。総督就任後すぐ「ソロモン諸島のクロス」（CSI）を賜った。
2009年6月15日に総督職はフランク・カブイへ引き継がれた。選挙は第四回投票で決着し、カブイが30票を獲得した一方、ワイナは7票で3位だった。